# Władcy Wietnamu
Władcy Wietnamu – lista obejmuje władców Wietnamu.

## Wcześni władcy
| Dynastia                     | Tytuł                       | Imię                                                    | Lata panowania         |
| Dynastia Hồng Bàng, Văn Lang | Hùng Vương                  | Oparta na ustnych przekazach długa lista królów Hùngów. | 2879 p.n.e.-258 p.n.e. |
| Dynastia Thục, Âu Lạc        | An Dương Vương              | Thục Phán                                               | 257 p.n.e.-207 p.n.e.  |
| Dynastia Triệu, Nam Việt     | Triệu Vũ Vương              | Triệu Đà                                                | 207 p.n.e.-137 p.n.e.  |
| Dynastia Triệu, Nam Việt     | Triệu Văn Vương             | Triệu Hồ                                                | 137 p.n.e.-125 p.n.e.  |
| Dynastia Triệu, Nam Việt     | Triệu Minh Vương            | Triệu Anh Tề                                            | 125 p.n.e.-113 p.n.e.  |
| Dynastia Triệu, Nam Việt     | Triệu Ai Vương              | Triệu Hưng                                              | 113 p.n.e.-112 p.n.e.  |
| Dynastia Triệu, Nam Việt     | Triệu Dương Vương           | Triệu Kiến Đức                                          | 112 p.n.e.-111 p.n.e.  |
| Zależność od Chin            | Giao Chỉ, nhà Tây Hán       |                                                         | 111 p.n.e.-39          |
| Zależność od Chin            | Nhà Đông Hán                |                                                         | 25-220                 |
| Zależność od Chin            | Siostry Trưng               | Trưng Trắc - Trưng Nhị                                  | 40-43                  |
| Zależność od Chin            | Nhà Đông Ngô                |                                                         | 222-280                |
| Zależność od Chin            | Bà Triệu                    | Triệu Thị Trinh                                         | 248                    |
| Vạn Xuân (niezależne):       |                             |                                                         | 544-602                |
| - Nhà Tiền Lý                | Lý Nam Đế                   | Lý Bí                                                   | 544-548                |
| - Nhà Tiền Lý                | Triệu Việt Vương            | Triệu Quang Phục                                        | 549-571                |
| - Nhà Tiền Lý                | Hậu Lý Nam Đế               | Lý Phật Tử                                              | 571-602                |
| - Nhà Tuỳ Đường (Trung Quốc) |                             |                                                         | 603-939                |
| - Nhà Tuỳ Đường (Trung Quốc) | Mai Hắc Đế                  | Mai Thúc Loan                                           | 722                    |
| - Nhà Tuỳ Đường (Trung Quốc) | Bố Cái Đại Vương (791-799?) | Phùng Hưng                                              | 766-799?               |
| - Nhà Tuỳ Đường (Trung Quốc) |                             | Phùng An                                                | 800?-802               |
| - Nhà Tuỳ Đường (Trung Quốc) |                             | Dương Thanh                                             | 819-820                |
| - Nhà Tuỳ Đường (Trung Quốc) | An Nam Tiết độ sứ           | Khúc Thừa Dụ                                            | 906-907                |
| - Nhà Tuỳ Đường (Trung Quốc) | An Nam Tiết độ sứ           | Khúc Hạo                                                | 907-917                |
| - Nhà Tuỳ Đường (Trung Quốc) | An Nam Tiết độ sứ           | Khúc Thừa Mỹ                                            | 917-923                |
| - Nhà Tuỳ Đường (Trung Quốc) | An Nam Tiết độ sứ           | Dương Đình Nghệ - Kiều Công Tiễn                        | 931-938                |

## Dynastia Ngô (939-965)
| Tytuł          | Imię                                      | Lata panowania |
| Tiền Ngô Vương | Ngô Quyền                                 | 939-944        |
| Hậu Ngô Vương  | Ngô Xương Ngập Ngô Xương Văn Ngô Xương Xí | 950-965        |

## Dynastia Đinh (968-979)
| Tytuł           | Nazwa ery | Imię         | Lata panowania |
| Đinh Tiên Hoàng | Thái Bình | Đinh Bộ Lĩnh | 968-979        |
| Đinh Phế Đế     | None      | Đinh Toàn    | 979-980        |

## Dynastia Wcześniejsza Lê (980-1009)
| Tytuł         | Nazwa ery                                            | Imię         | Lata panowania |
| Lê Đại Hành   | Thiên Phúc Hưng Thống (989-993) Ứng Thiên (994-1005) | Lê Hoàn      | 980-1005       |
| Lê Trung Tông | không có                                             | Lê Long Việt | 1005           |
| Lê Ngoạ Triều | Cảnh Thụy (1008-1009)                                | Lê Long Đĩnh | 1005-1009      |

## Dynastia Lý (1010-1225)
| Tytuł (imię świątynne) | Nazwa ery | Imię                        | Lata panowania |
| Lý Thái Tổ             | Thuận Thiên | Lý Công Uẩn                 | 1010-1028      |
| Lý Thái Tông           | Thiên Thành (1028-1033) Thông Thụy (1034-1038) Càn Phù Hữu Đạo (1039-1041) Minh Đạo (1042-1043) Thiên Cảm Thánh Võ (1044-1048) Sùng Hưng Đại Bảo (1049-1054)                                                  | Lý Phật Mã                  | 1028-1054      |
| Lý Thánh Tông          | Long Thụy Thái Bình (1054-1058) Chương Thánh Gia Khánh (1059-1065) Long Chương Thiên Tự (1066-1067) Thiên Huống Bảo Tượng (1060) Thần Võ (1069-1072)                                                          | Lý Nhật Tông                | 1054-1072      |
| Lý Nhân Tông           | Thái Ninh (1072-1075) Anh Võ Chiêu Thắng (1076-1084) Quảng Hữu (1085-1091) Hội Phong (1092-1100) Long Phù (1101-1109) Hội Tường Đại Khánh (1110-1119) Thiên Phù Duệ Võ (1120-1126) Thiên Phù Khánh Thọ (1127) | Lý Càn Đức                  | 1072-1127      |
| Lý Thần Tông           | Thiên Thuận (1128-1132) Thiên Chương Bảo Tự (1133-1137) | Lý Dương Hoán               | 1128-1138      |
| Lý Anh Tông            | Thiệu Minh (1138-1139) Đại Định (1140-1162) Chính Long Bảo Ứng 1163-1173) Thiên Cảm Chí Bảo (1174-1175) | Lý Thiên Tộ                 | 1138-1175      |
| Lý Cao Tông            | Trinh Phù (1176-1185) Thiên Gia Bảo Hữu (1202-1204) Trị Bình Long Ứng (1205-1210) | Lý Long Trát (Lý Long Cán)  | 1176-1210      |
| Lý Huệ Tông            | Kiến Gia | Lý Sảm                      | 1211-1224      |
| Lý Chiêu Hoàng         | Thiên Chương Hữu Đạo | Lý Phật Kim (Lý Thiên Hinh) | 1224-1225      |

## Dynastia Trần (1225-1400)
| Tytuł (imię świątynne) | Nazwa ery                                                                        | Imię        | Lata panowania |
| Trần Thái Tông         | Kiến Trung (1225-1237) Thiên Ứng Chính Bình (1238-1350) Nguyên Phong (1251-1258) | Trần Cảnh   | 1225-1258      |
| Trần Thánh Tông        | Thiệu Long (1258-1272) Bảo Phù (1273-1278)                                       | Trần Hoảng  | 1258-1278      |
| Trần Nhân Tông         | Thiệu Bảo (1279-1284) Trùng Hưng (1285-1293)                                     | Trầm Khâm   | 1279-1293      |
| Trần Anh Tông          | Hưng Long                                                                        | Trần Thuyên | 1293-1314      |
| Trần Minh Tông         | Đại Khánh (1314–1323) Khai Thái (1324–1329)                                      | Trần Mạnh   | 1314-1329      |
| Trần Hiến Tông         | Khai Hữu                                                                         | Trần Vượng  | 1329-1341      |
| Trần Dụ Tông           | Thiệu Phong (1341 - 1357) Đại Trị (1358-1369)                                    | Trần Hạo    | 1341-1369      |
| Trần Nghệ Tông         | Thiệu Khánh                                                                      | Trần Phủ    | 1370-1372      |
| Trần Duệ Tông          | Long Khánh                                                                       | Trần Kính   | 1372-1377      |
| Trần Phế Đế            | Xương Phù                                                                        | Trần Hiện   | 1377-1388      |
| Trần Thuận Tông        | Quang Thái                                                                       | Trần Ngung  | 1388-1398      |
| Trần Thiếu Đế          | Kiến Tân                                                                         | Trần Án     | 1398-1400      |

## Dynastia Hồ (1400-1407)
| Tytuł         | Nazwa ery                                        | Imię          | Lata panowania |
| Hồ Quý Ly     | Thánh Nguyên                                     | Hồ Quý Ly     | 1400           |
| Hồ Hán Thương | Thiệu Thành (1401 - 1402) Khai Đại (1403 - 1407) | Hồ Hán Thương | 1401-1407      |

## Dynastia Hậu Trần (1407-1413)
| Tytuł          | Nazwa ery   | Imię            | Lata panowania |
| Giản Định Đế   | Hưng Khánh  | Trần Ngỗi       | 1407-1409      |
| Trùng Quang Đế | Trùng Quang | Trần Quý Khoáng | 1409-1413      |

## Dynastia Hậu Lê (okresLê sơ1428-1527)
| Tytuł (imię świątynne) | Nazwa ery                                    | Imię           | Lata panowania |
| Lê Thái Tổ             | Thuận Thiên                                  | Lê Lợi         | 1428-1433      |
| Lê Thái Tông           | Thiệu Bình (1434-1442) Đại Bảo (1440-1442)   | Lê Nguyên Long | 1434-1442      |
| Lê Nhân Tông           | Đại Hòa (1443-1453) Diên Ninh (1454-1459)    | Lê Bang Cơ     | 1443-1459      |
| Lê Thánh Tông          | Quang Thuận (1460-1469) Hồng Đức (1470-1497) | Lê Tư Thành    | 1460-1497      |
| Lê Hiến Tông           | Cảnh Thống                                   | Lê Tranh       | 1497-1504      |
| Lê Túc Tông            | Thái Trinh                                   | Lê Thuần       | 6/1504-12/1504 |
| Lê Uy Mục              | Đoan Khánh                                   | Lê Tuấn        | 1505-1509      |
| Lê Tương Dực           | Hồng Thuận                                   | Lê Dinh        | 1510-1516      |
|                        |                                              | Lê Quang Trị   | 1516           |
| Lê Chiêu Tông          | Quang Thiệu (1516-1526)                      | Lê Y           | 1516-1522      |
| Lê Cung Hoàng          | Quang Thiệu (1516-1526) Thống Nguyên (1527)  | Lê Xuân        | 1522-1527      |

## Dynastia Hậu Lê (okrestrung hưng1533-1788)

### Dynastie Północne i Południowe

#### Dynastia Południowa - Późniejsza Lê
| Tytuł (imię świątynne) | Nazwa ery                                                    | Imię        | Lata panowania |
| Lê Trang Tông          | Nguyên Hòa                                                   | Lê Duy Ninh | 1533-1548      |
| Lê Trung Tông          | Thuận Bình                                                   | Lê Huyên    | 1548-1556      |
| Lê Anh Tông            | Thiên Hữu (1557) Chính Trị (1558-1571) Hồng Phúc (1572-1573) | Lê Duy Bang | 1556-1573      |
| Lê Thế Tông            | Gia Thái (1573-1577) Quang Hưng (1578-1599)                  | Lê Duy Đàm  | 1573-1599      |

#### Dynastia północna - Mạc (1527-1592)
| Tytuł (imię świątynne) | Nazwa ery | Imię            | Lata panowania |
| Mạc Thái Tổ            | Minh Đức | Mạc Đăng Dung   | 1527-1529      |
| Mạc Thái Tông          | Đại Chính | Mạc Đăng Doanh  | 1530-1540      |
| Mạc Hiến Tông          | Quãng Hòa | Mạc Phúc Hải    | 1541–1546      |
| Mạc Tuyên Tông         | Vĩnh Định (1547) Cảnh Lịch (1548-1553) Quang Bảo (1554-1561)                                                                          | Mạc Phúc Nguyên | 1546-1561      |
| Mạc Mậu Hợp            | Thuần Phúc (1562-1565) Sùng Khang (1566-1577) Diên Thành (1578-1585) Đoan Thái (1586-1587) Hưng Trị (1588-1590) Hồng Ninh (1591-1592) | Mạc Mậu Hợp     | 1562-1592      |
| Mạc Toàn               | Vũ Anh (1592-1592) | Mạc Toàn        | 1592-1592      |

Władcy w Cao Bằng do 1677:
- Mạc Kính Chỉ (1592-1593)
- Mạc Kính Cung (1593-1625)
- Mạc Kính Khoan (1623-1625)
- Mạc Kính Vũ (1638-1677)

### Wojna domowa Trịnh - Nguyễn

#### Cesarstwo Lê
| Tytuł (imię świątynne) | Nazwa ery                                                                         | Imię          | Lata panowania |
| Lê Kính Tông           | Thận Đức (1600) Hoằng Định (1601-1619)                                            | Lê Duy Tân    | 1600-1619      |
| Lê Thần Tông           | Vĩnh Tộ (1620-1628) Đức Long (1629-1643) Dương Hòa (1635-1643)                    | Lê Duy Kỳ     | 1619-1643      |
| Lê Chân Tông           | Phúc Thái                                                                         | Lê Duy Hựu    | 1643-1649      |
| Lê Thần Tông           | Khánh Đức (1649-1652) Thịnh Đức (1653-1657) Vĩnh Thọ (1658-1661) Vạn Khánh (1662) | Lê Duy Kỳ     | 1649-1662      |
| Lê Huyền Tông          | Cảnh Trị                                                                          | Lê Duy Vũ     | 1663-1671      |
| Lê Gia Tông            | Dương Đức (1672-1673) Đức Nguyên (1674-1675)                                      | Lê Duy Hợi    | 1672-1675      |
| Lê Hy Tông             | Vĩnh Trị (1678-1680) Chính Hòa (1680-1705)                                        | Lê Duy Hợp    | 1676-1704      |
| Lê Dụ Tông             | Vĩnh Thịnh (1706-1719) Bảo Thái (1720-1729)                                       | Lê Duy Đường  | 1705-1728      |
| Đế Duy Phường          | Vĩnh Khánh                                                                        | Lê Duy Phường | 1729-1732      |
| Lê Thuần Tông          | Long Đức                                                                          | Lê Duy Tường  | 1732-1735      |
| Lê Ý Tông              | Vĩnh Hữu                                                                          | Lê Duy Thìn   | 1735-1740      |
| Lê Hiển Tông           | Cảnh Hưng                                                                         | Lê Duy Diêu   | 1740-1786      |
| Lê Mẫn Đế              | Chiêu Thống                                                                       | Lê Duy Kỳ     | 1787-1789      |

#### Królestwo Trịnh (1545-1786)
| Tytuł (imię świątynne)       | Imię        | Lata panowania |
| Thế Tổ Minh Khang Thái Vương | Trịnh Kiểm  | 1545-1570      |
| Bình An Vương                | Trịnh Tùng  | 1570-1623      |
| Thanh Đô Vương               | Trịnh Tráng | 1623-1652      |
| Tây Đô Vương                 | Trịnh Tạc   | 1653-1682      |
| Định Vương                   | Trịnh Căn   | 1682-1709      |
| An Đô Vương                  | Trịnh Cương | 1709-1729      |
| Uy Nam Vương                 | Trịnh Giang | 1729-1740      |
| Minh Đô Vương                | Trịnh Doanh | 1740-1767      |
| Tĩnh Đô Vương                | Trịnh Sâm   | 1767-1782      |
| Điện Đô Vương                | Trịnh Cán   | 1782           |
| Đoan Nam Vương               | Trịnh Khải  | 1782-1786      |
| Án Đô Vương                  | Trịnh Bồng  | 1786-1787      |

#### Królestwo Nguyễn (1600-1802)
| Tytuł (imię świątynne) | Imię               | Lata panowania |
| Chúa Tiên              | Nguyễn Hoàng       | 1600-1613      |
| Chúa Sãi hay Chúa Bụt  | Nguyễn Phúc Nguyên | 1613-1635      |
| Chúa Thượng            | Nguyễn Phúc Lan    | 1635-1648      |
| Chúa Hiền              | Nguyễn Phúc Tần    | 1648-1687      |
| Chúa Nghĩa             | Nguyễn Phúc Trăn   | 1687-1691      |
| Minh Vương             | Nguyễn Phúc Chu    | 1691-1725      |
| Ninh Vương             | Nguyễn Phúc Chú    | 1725-1738      |
| Vũ Vương               | Nguyễn Phúc Khoát  | 1738-1765      |
| Định Vương             | Nguyễn Phúc Thuần  | 1765-1777      |
| Nguyễn Vương           | Nguyễn Phúc Ánh    | 1781-1802      |

## Dynastia Tây Sơn (1778-1802)
| Tytuł (imię świątynne) | Nazwa ery           | Imię              | Lata panowania |
| Thái Đức Hoàng Đế      | Thái Đức            | Nguyễn Nhạc       | 1778-1793      |
| Quang Trung Hoàng Đế   | Quang Trung         | Nguyễn Huệ        | 1788-1792      |
| Cảnh Thịnh Hoàng Đế    | Cảnh Thịnh Bảo Hưng | Nguyễn Quang Toản | 1792-1802      |

## Dynastia Nguyễn (1802-1945)
| Tytuł (imię świątynne) | Imię                  | Lata panowania |
| Gia Long               | Nguyễn Phúc Ánh       | 1802-1820      |
| Minh Mạng              | Nguyễn Phúc Đảm       | 1820-1841      |
| Thiệu Trị              | Nguyễn Phúc Miên Tông | 1841-1847      |
| Tự Đức                 | Nguyễn Phúc Hồng Nhậm | 1847-1883      |
| Dục Đức                | Nguyễn Phúc Ưng Ái    | 1883           |
| Hiệp Hoà               | Nguyễn Phúc Hồng Dật  | 1883-1883      |
| Kiến Phúc              | Nguyễn Phúc Ưng Đăng  | 1883-1884      |
| Hàm Nghi               | Nguyễn Phúc Ưng Lịch  | 1884-1885      |
| Đồng Khánh             | Nguyễn Phúc Ưng Kỷ    | 1885-1889      |
| Thành Thái             | Nguyễn Phúc Bửu Lân   | 1889-1907      |
| Duy Tân                | Nguyễn Phúc Vĩnh San  | 1907-1916      |
| Khải Định              | Nguyễn Phúc Bửu Đảo   | 1916-1925      |
| Bảo Đại                | Nguyễn Phúc Vĩnh Thuỵ | 1926-1945      |